# أليكساندر غريشك
أليكساندر إيغورفيتش غريشك (بالروسية: Грищук, Александр Игоревич)‏ ولد في 31 أكتوبر 1983 لاعب شطرنج روسي وأستاذ كبير منذ 2000، فاز ببطولة ليناريس سنة 2009 وفـاز ببطولة روسيا للشطرنج بنفس العام، كمـا فاز ببطولة العالم للشطرنج السريع عامي 2006 و 2012 وحقق ميداليتين ذهبيتين في أولمبياد الشطرنج مع الفريق الروسي وميدالية برونزية فردية  ، وتأهل إلى الجولة النهائية من مسابقة الترشح سنة 2011 بعد أن تفوق على ليفون أرونيان وفلاديمير كرامنيك.
في 1 ديسمبر 2014 احتل المرتبة الثالثة عالميا والأولى في روسيا بتصنيف قدره 2810 محطما رقمه القياسي السابق.

## مسيرته في الشطرنج
تعلم ألكساندر لعب الشطرنج على يد والده وهو بالرابعة من العمر، ثم تتلمذ على يد ماكسيم بلوخ من السابعة حتى العاشرة من العمر، ثم تولى تدريبه أناتولي بايكوفسكي ابتداءء من سن العاشرة.
إحتل المركز الثاني في بطولة العالم للشطرنج لأقل من 10 سنوات في دويسبورغ.

### البطولات الفردية
كان بطل روسيا في جميع الفئات الشبانية ورغم ذلك لم يتمكن من الحصول على بطولة العالم للفئة الشبانية، حصل على لقب أستاذ كبير سنة 2000، كما فاز ببطولة ذكرى شيغورين سنة 1999 ونتيجة لذلك تم ضمه إلى الفريق الوطني الروسي في أولمبياد 2000.
كانت نجاحاته الأولى دوليا في 2000 خلال بطولة لوسان للأساتذة الصغار ثم بطولة توشهافن، وفي 2001 تمت دعوته لبطولة ليناريس واحتل المركز الثاني خلف كاسباروف
في 2002 فاز بالمركز الأول في بطولة أيروفلوت والثاني في بطولة فايك أون زي، وفي 2004 تغلب على بوكوفسكي ونال المرتبة الأولى في بطولة ماينتس (بطولة شطرنج سريع) في 2004 و 2007 إحتل المركز الثاني في بطولة روسيا للشطرنج خلف كاسباروف في 2004 وموروزوفيتش في 2007.
في 2008 فاز ببطولة الأتحاد الدولي الكبيرة مع تيمور رجبوف وديمتري جاكوفينكو وبفضل هذا النجاح احتل المركز الثالث في تصنيف الاتحاد الدولي للشطرنج، وكانت أفضل نجاحاته فوزه في 2009 ببطولة ليناريس دون هزيمة بنتيجة 8/14، وفي 2010 احتل المركز الثاني خلف فيسيلين توبالوف.

## حياته الخاصة
ألكساندر من المدخنين وهو متزوج من الأستاذة الدولية الكبيرة ناتاليا جوكوفـا ولديهما ابنة تسمى ماشا.

## مباراة رائعة له
إحدى المباريات الجميلة الحديثة كانت ضد الأستاذ الكبير الأذريبيجاني أنتون فيلبوف في أولمبياد الشطرنج 2014  حيث انتهت بالمباراة بعد 28 نقلة بفوز غريشك بكش مات بعد سلسلة من التضحيات بدأها بالحصان في النقلة 20 ثم الفيل في النقلة 23 ثم القلعة في النقلة 26 .

## روابط خارجية
- أليكساندر غريشك على موقع الاتحاد الدولي للشطرنج (الإنجليزية)
- أليكساندر غريشك على موقع مباريات الشطرنج (الإنجليزية)
- أليكساندر غريشك على موقع 365Chess.com (الإنجليزية)
- أليكساندر غريشك على موقع Chesstempo.com (الإنجليزية)
- أليكساندر غريشك سجل أولمبياد الشطرنج على موقع OlimpBase.org (الإنجليزية)

صفحته في موقع الاتحاد الدولي للشطرنج
صفحته على موقع مباريات الشطرنج